# Hamza Saghiri
Hamza Saghiri (* 18. Februar 1997 in Würselen) ist ein deutscher Fußballspieler.

## Karriere
Nach den Stationen VfL Übach-Boscheln und Alemannia Aachen wechselte Saghiri zum FC Viktoria Köln. Sein Debüt für die Viktoria gab er am 3. September 2016 am 7. Spieltag der viertklassigen Regionalliga West. Bei diesem 2:1-Heimerfolg gegen den SC Verl stand er in der Startelf. 2018 gewann er mit Viktoria den Mittelrheinpokal.
In der Spielzeit 2018/19 nahm er durch den Sieg im Landespokal mit Vikoria Köln am DFB-Pokal teil. Bei der 1:3-Niederlage in der 1. Runde gegen RB Leipzig, spielte er über die gesamte Spielzeit. Zum Ende der Saison stieg Saghiri mit Viktoria Köln in die 3. Liga auf.
Am 20. Juli 2019 stand Saghiri beim ersten Drittligaspiel der Vereinsgeschichte der Viktoria gegen Hansa Rostock in der Startelf und kam somit zu seinem ersten Einsatz in einer Profiliga. In seiner ersten Drittligasaison kam Saghiri auf 32 Einsätze, wobei er in 28 Spielen in der Startelf stand, und erzielte ein Tor. Zur Saison 2020/21 wechselte Saghiri zum SV Waldhof Mannheim und gewann mit diesem kurz darauf noch den wegen der COVID-19-Pandemie erst verspätet zu Ende gespielten Badischen Pokal 2019/20.
Im Sommer 2022 kehrte er zum Ligakonkurrenten FC Viktoria Köln zurück. Das erneute Engagement bei der Viktoria sollte bis Juli 2023 dauern. Saghiri absolvierte unter anderem eine Partie im DFB-Pokal, als er mit der Viktoria in der 1. Hauptrunde am 31. August 2022 auf den FC Bayern München (0:5) traf. Zudem konnte er mit dem Verein den Verbandspokal gewinnen.
Von Juli 2023 bis Januar 2024 war Saghiri vereinslos, ehe er in die höchste rumänische Spielklasse (Liga 1) zum FC Politehnica Iași wechselte. Nach erneuter Vereinslosigkeit von Juli 2024 bis Februar 2025 wurde er bis Juni 2025 von VSG Altglienicke für die Spiele in der Regionalliga Nordost verpflichtet. Seit dem 1. Juli 2025 steht er bei den Sportfreunden Siegen in der Fußball-Regionalliga West unter Vertrag.

## Erfolge
- Mittelrheinpokal-Sieger: 2018, 2023
- Meister der Fußball-Regionalliga West: 2019
- Badischer-Pokal-Sieger: 2020, 2021 & 2022